# بيورن ياكوبسون
بيورن ياكوبسون (بالسويدية: Björn Jakobson)‏ هو شخصية أعمال سويدي، ولد في 14 أغسطس 1934.